# Anis Shorrosh
Anis Shorrosh (arabisch أنيس شروش, DMG Anīs Šurūš; geboren am 6. Januar 1933 in Nazareth, damals Britisch-Palästina; gestorben am 13. Mai 2018 in Mobile, Alabama) war ein palästinensisch-US-amerikanischer Baptistenpastor, Missionar, Autor und Islamkritiker.

## Leben

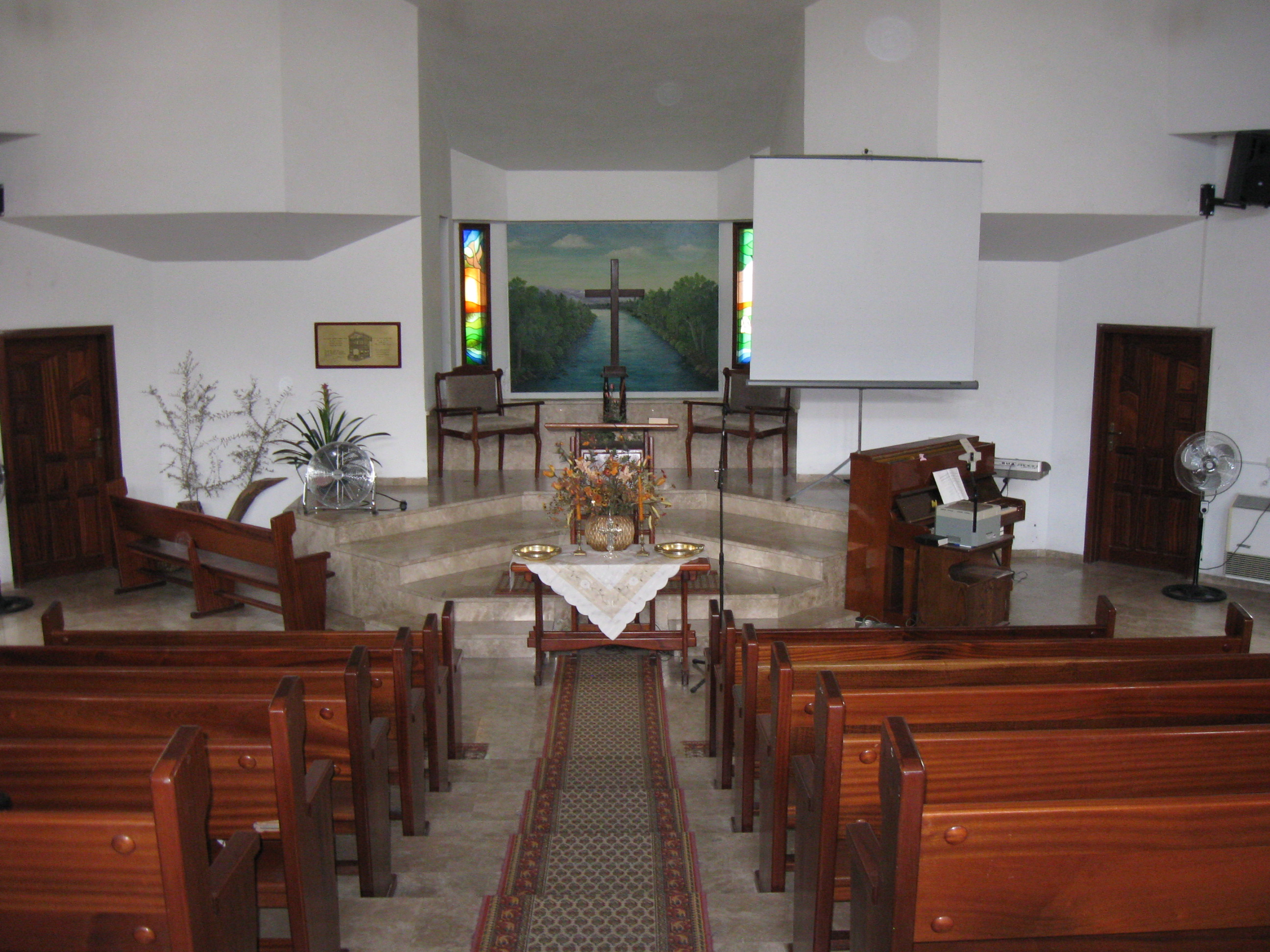
Inneres der Nazarether Baptistenkirche

### Frühes Leben und Übertritt zum Christentum
Shorrosh wurde als Kind einer Familie christlich-baptistischer Palästinenser in Nazareth geboren. Sein Vater, ein Mitarbeiter der lokalen Baptistenkirche, wurde im Palästinakrieg bei der militärischen Einnahme von Nazareth von den Israelis getötet, der 15-jährige Anis floh mit seiner Mutter und seiner Schwester nach Jordanien. Nach einem Selbstmordversuch und einem religiösen Erweckungserlebnis trat Shorrosh, nach eigenen Worten, zum christlichen Glauben über. Mithilfe anderer Baptisten wanderte er mit 19 Jahren in die USA aus.

### Studium und Missionarische Tätigkeit
In den USA angekommen, besuchte er das an die Baptisten angegliederte Mississippi College. Anschließend erwarb er 1959 einen Master-Abschluss am New Orleans Baptist Theological Seminary und begann anschließend bis 1966 als Pastor und Missionar in Jordanien zu arbeiten. Später erwarb Shorrosh einen Doktortitel in Priesterstudien am Luther Rice Seminary sowie einen Doktortitel in Philosophie an der Oxford Graduate School.
Shorrosh setzte seine Arbeit als Missionar international bis zu seinem Lebensende in insgesamt über 80 Ländern fort. Ein zentraler Schwerpunkt war für ihn – sowohl aufgrund seiner eigenen Biographie als auch seiner arabischen Muttersprache – die Arbeit in muslimisch geprägten Ländern, zu deren Zweck er die Anis Shorrosh Evangelistic Association gründete, einen Missionardienst für Muslime.
1975 erschien Shorroshs von ihm mitverfasste Biographie The Liberated Palestinian: The Anis Shorrosh Story, in der Shorrosh seinen Lebensweg, Übertritt zum Christentum und missionarische Tätigkeit beschreibt, sowie seine Wahrnehmung des Nahostkonfliktes.

### Debattenstreit mit Ahmed Deedat
1985 traf Shorrosh in Großbritannien den populären südafrikanischen muslimischen Missionar Ahmed Deedat, der sich dort auf einer Veranstaltungsreise aufhielt, und forderte ihn zu einem theologischen Debattenstreit heraus, auf den Deedat einging. Organisiert von der Evangelical Alliance trafen die beiden Missionare am 15. Dezember 1985 in der Royal Albert Hall in London zu der Frage „Ist Jesus Gott?“ aufeinander. In seiner Argumentation legte Deedat anhand von zahlreichen Bibel-Zitaten seine Ansicht dar, dass Jesus Christus nicht Gott sei, und ging für viele als augenscheinlicher Sieger des Wettstreits hervor. Die Debatte wurde auf Video aufgezeichnet und später als Videokassette zu Tausenden in muslimischen Ländern verteilt.

### Radikale Islamfeindlichkeit
Ende der 1980er-Jahre trat Shorrosh zunehmend mit islamfeindlichen Thesen in Erscheinung, wobei er sich im Laufe der Zeit immer weiter radikalisierte. 1988 publizierte er das Buch Islam Revealed, in dem er den bewaffneten Dschihad und Gewalt zum zentralen Bestandteil des Islam erklärte. Von Seiten einiger Christen wurde Shorrosh wegen seines zunehmend konfrontativeren Kurses gegenüber Muslimen kritisiert, da dies nicht die beste Methode sei, diese emotional für das Christentum zu gewinnen. Shorrosh widersprach 1992 dieser Kritik. Er habe es lange mit Dialog versucht und er versuche die Menschen auf süßschmeckende Art für Christus zu gewinnen und habe nicht auf die konfrontative Art gesetzt. Doch genau wie Paulus, Stephanus und Jesus werde er die falschen, abzulehnenden Lehren klar benennen.
1996 erklärte Shorrosh in einem Interview mit der Zeitung Alabama Baptist den Islam zur „unsichersten“ und auch „blutigsten“ Religion der Welt. Nach den Bombenanschlägen auf die US-Botschaften in Kenia und Tansania im Jahr 1998 durch die Terrororganisation Al-Qa'ida erklärte Shorrosh, dass Muslime in Ländern, in denen sie eine Minderheit seien, die Rolle von friedliebenden Bürgern spielten, in jeder Nation mit einer muslimischen Mehrheit es aber eine Diktatur gebe.
Am 13. September 2001, zwei Tage nach den Terroranschlägen des 11. September 2001, verglich er bei einer Veranstaltung der Houston Baptist University den islamischen Propheten Mohammed mit dem Satan, woraufhin sowohl muslimische als auch christliche Studenten aus Protest den Saal verließen. Später kam es zu einer Auseinandersetzung mit einem muslimischen Studenten, der Shorrosh vorwarf, alle Muslime zu stereotypisieren, ohne sie oder ihre Überzeugungen zu kennen, woraufhin Shorrosh entgegnete: „Eure Religion ist eine Lüge. Euer Allah ist der Teufel selbst.“ Die Universitätsleitung verurteilte sowohl verbal gewalttätige Äußerungen muslimischer Studenten gegen Shorrosh als auch Shorrosh selbst. Der Universitätspräsident Doug Hodo erklärte öffentlich: „Man lädt niemanden zu sich nach Hause ein, um sich beleidigen zu lassen [...] Leider hat unser 'Gast' unsere Studenten, Dozenten und Mitarbeiter beleidigt [...] Die Ereignisse vom Donnerstag haben viele von Ihnen und mich verletzt, und die Worte unseres Redners haben großen Schmerz verursacht.“ Shorrosh nahm seine Äußerungen nicht zurück, sondern legte noch nach und erklärte, er sei einer von tausenden Christen, die jeden Freitagabend fasten und für den Untergang des Islam beten.
Politisch forderte Shorrosh vor dem Hintergrund der Anschläge des 11. September, dass alle nach 1991 in die USA eingereisten Muslime, die nicht beweisen könnten, dass sie nicht mit einer Terrororganisation in Verbindung stehen, abgeschoben werden sollten. Die US-Regierung rief er dazu auf, alle Staatsbürger in die USA zurückzurufen und Atombomben auf die Hauptstädte mehrerer Länder im Nahen Osten abzuwerfen.

### Letzte Lebensjahre
Im Jahr 2008 wurde Shorrosh in Daphne, Alabama, verhaftet und wegen versuchter Brandstiftung ersten Grades angeklagt, weil er angeblich Steuerunterlagen seiner religiösen Organisation verbrannt und versucht hatte, sein Gebäude in Brand zu setzen.
Shorrosh starb 2018 im Alter von 85 Jahren.

## Privatleben
Anis Shorrosh war verheiratet und hatte drei Kinder.

## Schriften (Auswahl)

### Als Autor
- Jesus, Prophecy & Middle East, Anis Shorrosh Evangelistic Association, Daphne, Alabama 1979.
- Islam Revealed: A Christian Arab's View of Islam, 1988.

### Biographie
- James C. Hefley, Marti Hefley: The Liberated Palestinian: The Anis Shorrosh Story, Victor Books, 1975.